# استفانی کورنلیوسن
استفانی کورنلیوسن (انگلیسی: Stephanie Corneliussen؛ زادهٔ ۲۸ آوریل ۱۹۸۷) هنرپیشه و مدل اهل دانمارک است. وی از سال ۲۰۰۰ میلادی تاکنون مشغول فعالیت بوده‌است.
از فیلم‌های معروف او می‌توان به بازی در مجموعه تلویزیونی آقای ربات و فیلم دعوت‌نامه اشاره کرد.